# Еудженио Монтале
Еудженио Монтале (на италиански: Eugenio Montale) е един от известните италиански поети на XX век, носител на Нобелова награда за литература за 1975 година.

## Биография и творчество
Последен син в многодетно семейство, Монтале посещава военно училище в гр. Парма и участва в Първата световна война.
Голямата, несбъдната младежка амбиция на Монтале е да стане оперен певец, предпочитанията му в литературата са насочени главно към италианските класици и някои философи. От 1927 година заживява във Флоренция, работи за издателства, периодични издания и библиотеки.
Проявява се като противник на фашисткия режим и е принуден да заживее в социална изолация – от 1938 година се отдава на преводи: Уилям Шекспир, ТС Елиът, Юджийн О'Нийл, Херман Мелвил.
След края на Втората световна война Монтале се премества в Милано и започва дълготрайно сътрудничество с вестник Кориере дела сера. През 1967 е избран за пожизнен член на италианския сенат.

## Произведения
- „Ossi di seppia“ (Сепиени кости) (1925)
- „Occasioni“ (Случаи) (1939)
- „Finisterre“ (1943)
- „Quaderno di traduzioni“ (1948)
- „La bufera e altro“ (Буря и друго) (1956)
- „Farfalla di Dinard“ (1956)
- „Xenia“ (1966)
- „Auto da fè“ (1966)
- „Fuori di casa“ (1969)
- „Satura“[1] (1971)
- „Diario del '71 e del '72“ (1973)
- „Sulla poesia“ (1976)
- „Quaderno di quattro anni“ (1977)
- „Altri versi“ (1980)
- „Diario Postumo“ (1996)

### На български
- Еудженио Монтале, „Вън от дома“. Превод от италиански Виолета Григорова. София: Агата-А, (2009), 240 с. (ISBN 978-954-540-062-9)
- Еудженио Монтале, „Крайбрежия и други стихотворения“. Превод от италиански Божан Христов. София: Гутенберг, (2015), 96 с. (ISBN 978-619-176-037-4)